# Apszeroński Park Narodowy
Apszeroński Park Narodowy (azer. Abşeron Milli Parkı) – park narodowy w Azerbejdżanie, na wybrzeżu Morza Kaspijskiego, w odległości ok. 70 km od Baku, obejmujący południowo-wschodni cypel Półwyspu Apszerońskiego. Obejmuje piaszczysty, wydmowy cypel (brzeg morza oraz mozaika wydm z typową roślinnością, m.in. z przęślą, oraz bagiennych zagłębień z trzciną i słonoroślami. Ma powierzchnię 783 ha (najmniejszy park narodowy Azerbejdżanu). Ostoja foki kaspijskiej, do fauny należą także: żółw śródziemnomorski, żółw kaspijski, flamingi różowe. Park nie ma udogodnień dla turystów, na brzeg morza w jego okolicy można dojechać drogą na południe od miejscowości Zirya.